# Вахтмейстер, Констанция
Констанция Джорджина Луиза Вахтмейстер (швед. Constance Georgina Louise Wachtmeister, урождённая де Бурбель де Монпенсон, фр. de Bourbel de Montpinçon; 28 марта 1838 — 24 сентября 1910) — член Теософского Общества, подруга и соратница Е. П. Блаватской, автор книги «Reminiscences of H.P. Blavatsky and „The Secret Doctrine“»..

## Биография
Констанция Джорджина Луиза родилась 28 марта 1838 года во Флоренции (Великое герцогство Тосканское, ныне Италия). Её родителями были Огюст де Бурбель де Монпенсон и Констанция Балкли. Девочка осталась сиротой в раннем детстве и воспитывалась в Англии у своей тёти, г-жи Балкли. В 1863 году вышла замуж за графа Вахтмейстера (1823—1871), шведско-норвежского посланника, аккредитованного при Сент-Джеймском дворе в Лондоне. В 1865 у них родился сын Аксель Рауль. В 1868 Карл был назначен на должность министра иностранных дел, и семья переехала в Швецию.
В 1875, через четыре года после смерти мужа графиня уехала в Рим, где прожила несколько лет. В течение двух лет, с 1879 по 1881 год, Вахтмейстер изучала спиритизм. В 1881 году она вступила в ряды Теософского Общества и вошла в состав его Лондонской ложи. В 1884 году в Лондоне она впервые встретилась с Е. П. Блаватской. С 1885 по 1887 помогала ей в работе над «Тайной доктриной». В 1887 году Вахтмейстер начала работать в Лондоне в Теософской издательской компании (англ. Theosophical Publishing Company).
С 1888 по 1895 графиня Вахтмейстер была редактором «Теософских Сборников» (англ. Theosophical Siftings). В 1890 году Вахтмейстер стала членом внутренней группы Эзотерической секции Теософского Общества (Ложи Блаватской). В Ложе Блаватской она выполняла обязанности секретаря и казначея. В 1893 году графиня вместе с Анни Безант едет в Индию. В 1894 году была с лекциями в Нью-Йорке. В 1895 графиня учредила в Индии журнал для бедных детей. В 1896 году для чтения теософских лекций совершила поездку по США и Австралии.

### Воспоминания о Блаватской

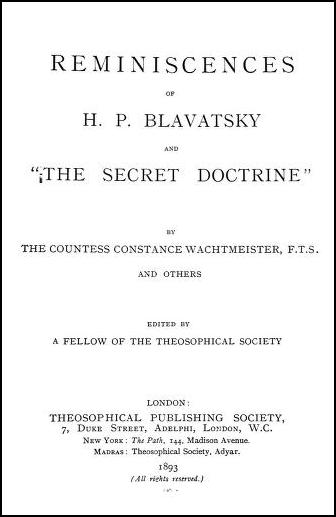
Первое издание, 1893 г.

По поводу своего пребывания в Вюрцбурге, Германия графиня Вахтмейстер пишет, что она провела несколько месяцев с Блаватской; «делила с ней комнату и находилась с ней утром, днём и вечером». У Вахтмейстер был «доступ ко всем её коробкам и шкафам», она читала письма, которые Е. П. Б. получала, а также те, которые она писала.
Графиня Вахтмейстер была свидетельницей множества «необъяснимых» явлений, сопровождавших передачу материалов, которые Блаватская использовала в работе над «Тайной доктриной». Вахтмейстер описала случай с получением письма от Учителя Е. П. Б., которое «необъяснимо» оказалось под обёрткой куска мыла, только что купленного в аптеке.
Графиня пишет, что она была свидетелем одного явления, регулярно продолжавшегося на протяжении длительного времени, которое убедило её в том, что Е. П. Б. находилась «под наблюдением и заботой невидимой стражи». Блаватская в течение многих лет страдала от болезни почек, и при очередном обострении компетентный врач сказал графине Вахтмейстер, что больше одного дня больная не проживёт. Однако, здоровье Е. П. Б. в течение ночи «необъяснимо» восстановилось, к большому удивлению и радости её подруги.
Графине была доверена работа по переписке набело рукописи Е. П. Б., и в это время она получила «некоторые представления» о содержании «Тайной доктрины». Вахтмейстер утверждает, что работа по корректированию, изменению, исправлению рукописи «Тайной доктрины» оказалась «очень тяжким трудом»:

«Я с радостью в сердце наблюдала за всем этим, и когда напечатанный экземпляр попал в мои руки, я была рада ощутить, что все эти часы боли, напряжённого труда и страдания не прошли даром, и что Е. П. Б. смогла завершить свой труд и принести миру эту грандиозную книгу, которая, как она сказала мне, должна будет подождать следующего столетия, чтобы её оценили по достоинству»
.

## Публикации
- Wachtmeister C. Reminiscences of H.P. Blavatsky and "The Secret Doctrine". — 2-е изд. — Wheaton, Ill: Theosophical Pub. House, 1976. — 141 p. — (Theosophical classics series). — ISBN 0835604888.
- Wachtmeister C. H. P. B. and the present crisis in the Theosophical Society. — London: Women’s printing society, 1895.
- Wachtmeister C. Theosophy in every-day life. — Sidney, 1895.
- Wachtmeister C. Spiritualism in the light of theosophy. — San Francisco, Calif.: Mercury Print, 1897.
- Wachtmeister C. Practical vegetarian cookery. — Chicago: Theosophical Book Concern, 1897 (в соавторстве).
- Wachtmeister C. De theosofie in het dagelijksch leven. — Amsterdam: Theosofische Uitgeversmaatschappij, 1905.
- Wachtmeister C. Psychic and Astral Development. — Whitefish, MT: Kessinger Publishing, 2010. — ISBN 1162833998.

на русском языке
- Вахтмейстер К. Воспоминания о Е. П. Блаватской и «Тайной доктрине» = Reminiscences of H.P. Blavatsky and The Secret Doctrine / Пер. с англ. К. Гилевича и Е. Ляховой. — Одесса: Астропринт, 2011. — 159 с. — (Архивы. Исследования). — ISBN 978-966-190-329-5.

## Комментарии
1. ↑  Книга была переведена на русский, французский и шведский языки[5].
2. ↑  Вахтмейстер, Аксель Рауль (швед. Axel Raoul Wachtmeister, 1865—1947) — шведский композитор, автор оперы-оратории «Царевич Сиддхартха», написанной на основе поэмы Эдвина Арнольда «Свет Азии».[7]
3. ↑  Carl Wachtmeister (1823—1871). Svenskt biografiskt handlexikon.
4. ↑  См. также: Тайная доктрина#Свидетельства очевидцев